# Mezamor (historische Stätte)

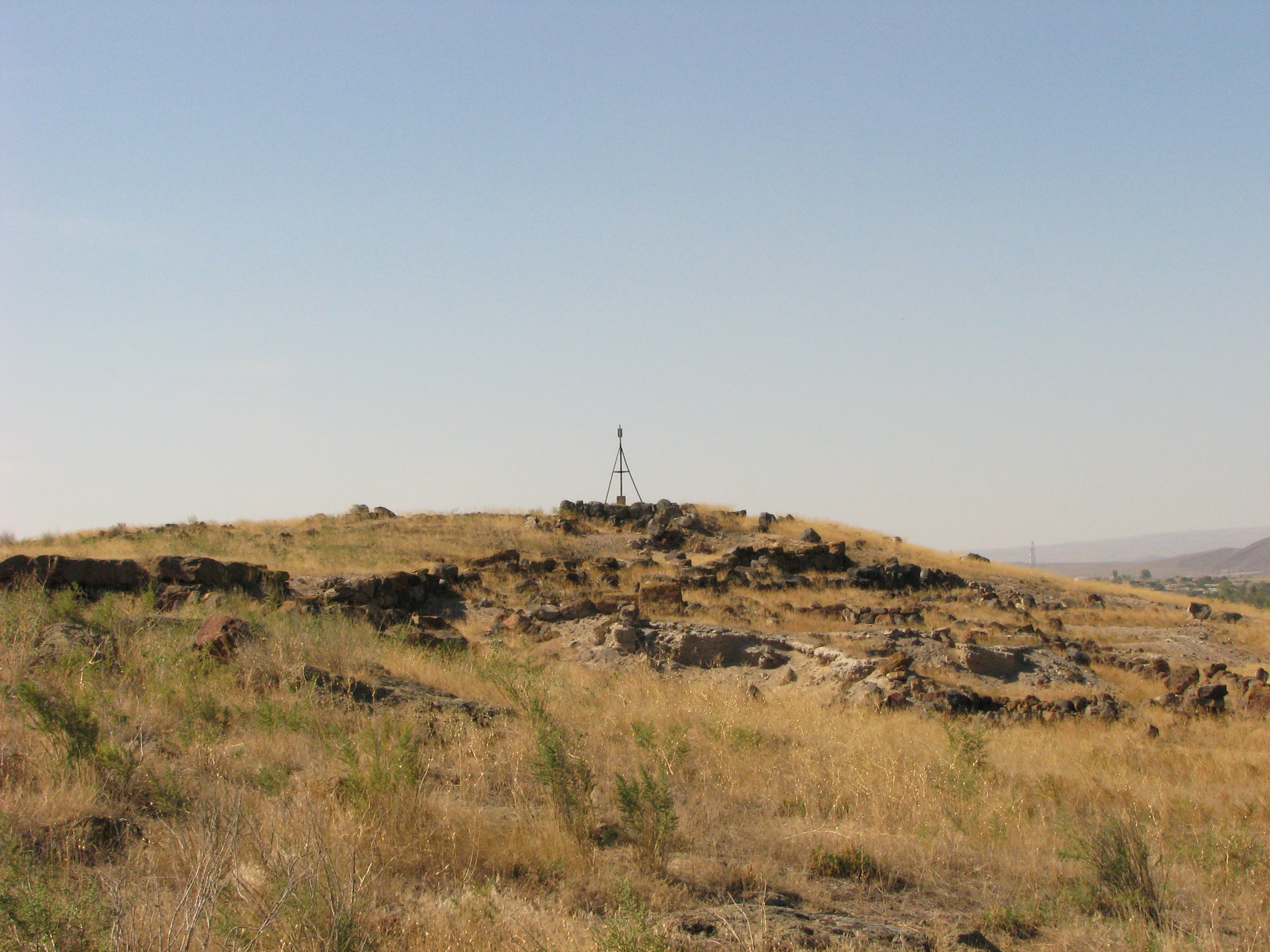
Mezamor, 2015

Mezamor ist eine historische Stätte in der armenischen Provinz Armawir. Die Wüstung war von der Bronzezeit (etwa 2200 bis 800 v. Chr.) bis in das 17. nachchristliche Jahrhundert bewohnt. Zu den wichtigsten Funden von Mezamor zählen eine Kupferhütte aus dem 4. Jahrtausend vor Christi, ein Frosch aus Achat aus dem Besitz des babylonischen Herrschers Ulam Vurarish (Ende des 16. Jahrhunderts vor Christi) sowie ein Siegel aus Karneol, auf dem ägyptische Hieroglyphen zu sehen sind.

## Lage
Das historische Mezamor liegt etwa 35 km südwestlich von Eriwan, auf dem Gebiet des Dorfes Taronik, am Ufer des Flusses Mezamor in der Nähe der modernen Stadt Mezamor. Die Stadt wurde auf einem Vulkanhügel an einer Kreuzung von Handelsrouten, die durch die araratische Ebene führten und Zentralasien mit dem nördlichen Kaukasus verbanden, erbaut. Um die Stadt herum erstreckt sich eine fruchtbare Ebene mit großen Wasserressourcen.

## Geschichte

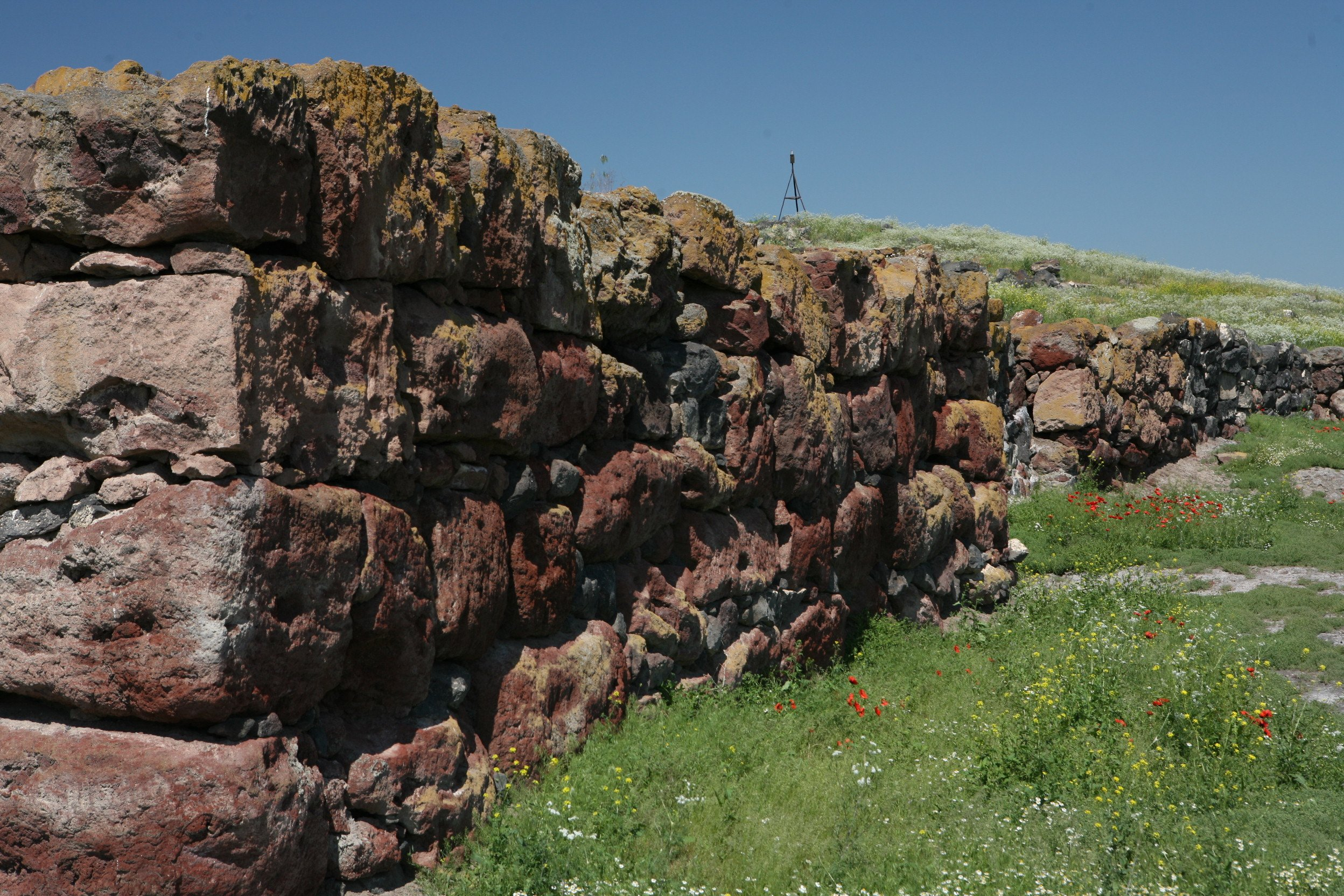
Die Zyklopenmauer

Im Ergebnis der 1965 begonnenen Ausgrabungen war Mezamor in der Bronzezeit vom vierten bis zum zweiten Jahrtausend v. Chr. ein blühendes Handels-, Kultur und Machtzentrum der Region. Die Stadt bedeckte damals ein Areal von rund 10,5 Hektar, war von einer Zyklopenmauer umgeben und verfügte über eine Zikkurat. Spätestens vom elften bis zum neunten Jahrhundert v. Chr. (der frühen Eisenzeit) war Mezamor eine Stadt, die eine Festung, eine Sternwarte, mehrere Residenzen sowie die Behausungen der einfachen Bewohner (Rundhäuser mit angrenzenden Nebengebäuden) umfasste und sich über eine Fläche von fast 100 Hektar erstreckte. Mezamor war auch in dieser Zeit eines der wichtigsten administrativen, politischen und kulturellen Zentren der araratischen Tiefebene. Im Burgbezirk innerhalb der Zyklopenmauer wurden Palastgebäude, eine Tempelanlage mit sieben Heiligtümern und Produktionsräume entdeckt. Ungewöhnlich sind hellenistische Artefakte, die innerhalb der Festungsmauern gefunden wurden. Als wichtiger Fund gelten die Reste einer Kupferhütte aus dem vierten Jahrtausend vor Christi, welche die Metallverarbeitung in Mezamor belegt. Der gesamte Komplex der Schmelzhütte mit dem Ofen und den Kesseln, die in den Felsen eingebaut sind, ist gut erhalten.

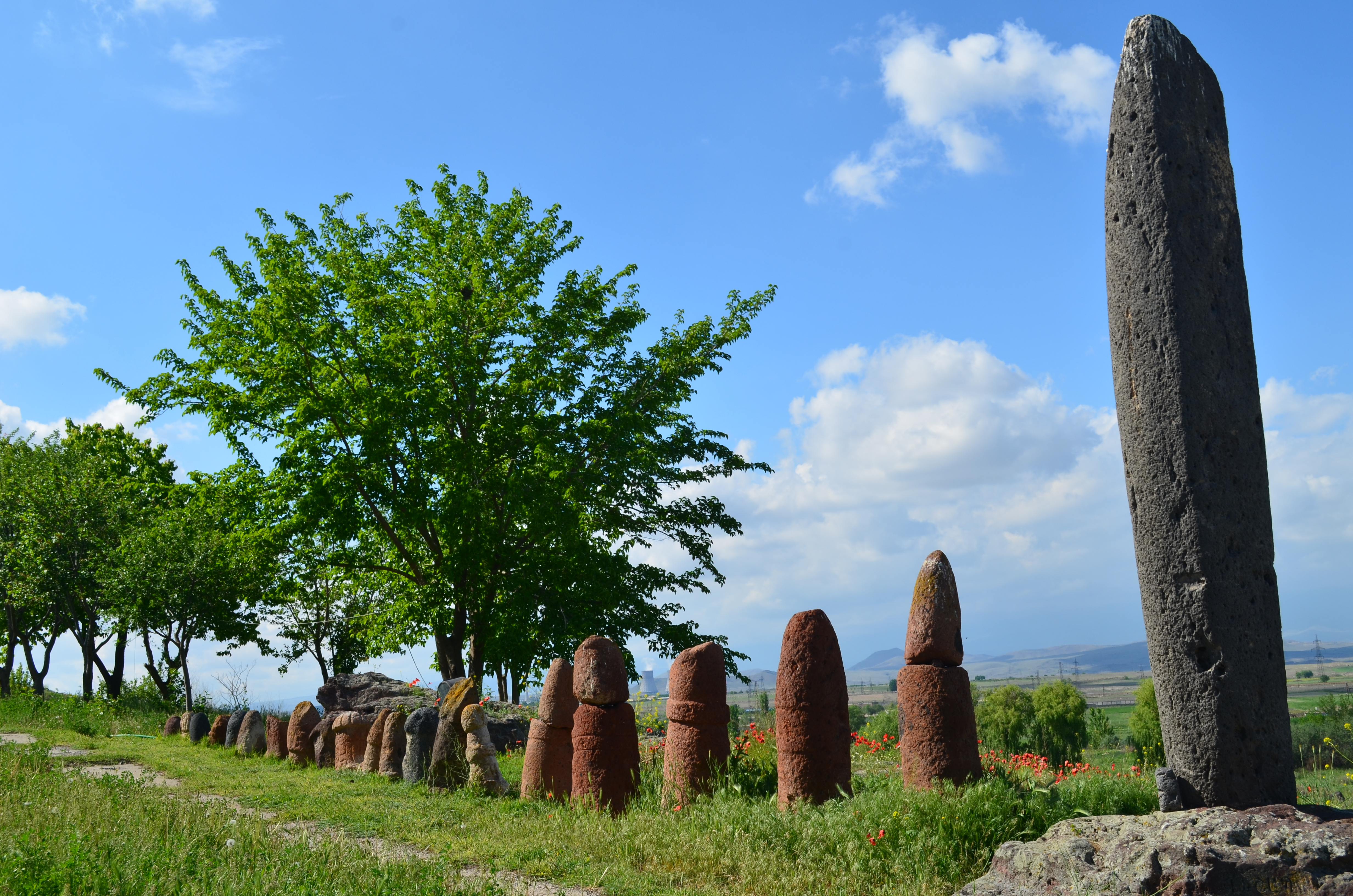
Dolmen auf dem Friedhof von Mezamor

500 Meter nordöstlich des historischen Stadtgebietes befand sich der knapp 100 Hektar große Friedhof, auf dem ebenfalls wichtige Funde zutage kamen. Einige der dortigen Gräber sind mit farbigen Tuffsteinbändern eingefasst und mit Dolmen versehen. In ihnen wurden Mitglieder der örtlichen Oberschicht bestattet und mit ihnen Pferde, großes und kleines Hornvieh, Hunde, Schweine aber auch Diener und Sklaven in Nebenbestattungen zu Grabe getragen. Da die entsprechenden Personen, die bei den Nebenbestattungen bestattet wurden, zum Zeitpunkt des Todes der Hauptperson noch lebten, wurden sie vor der Bestattung entweder getötet oder je nach Grabanlage auch lebendig begraben. Zum Teil wird auch von Menschenopfern gesprochen. Weitere Grabbeigaben waren emaillierte Keramiktöpfe, mit traditionellen mythologischen Szenen verzierte Holzschatullen sowie Schmuckstücke aus Gold, Silber und Halbedelsteinen. Gefäße für Birnen und Wein belegen die Wichtigkeit dieser Nahrungsmittel für die damaligen Bewohner.
Im achten Jahrhundert vor Christi wurde die Stadt Teil des Urartäischen Reiches. Spuren von Kriegen, Verwüstungen und Bränden datieren auf diese Zeit. Es folgt eine kurze Siedlungslücke. Schon kurz nach der Zerstörung wurde die Stadt offenbar im Auftrag der neuen Herrscher, die eine neue Zyklopenmauer errichteten, erneut besiedelt. Mezamor blieb während des Mittelalters eine wichtige Handelssiedlung am Kreuzungspunkt mehrerer Handelsrouten und war bis zum 17. Jahrhundert besiedelt.

## Museum

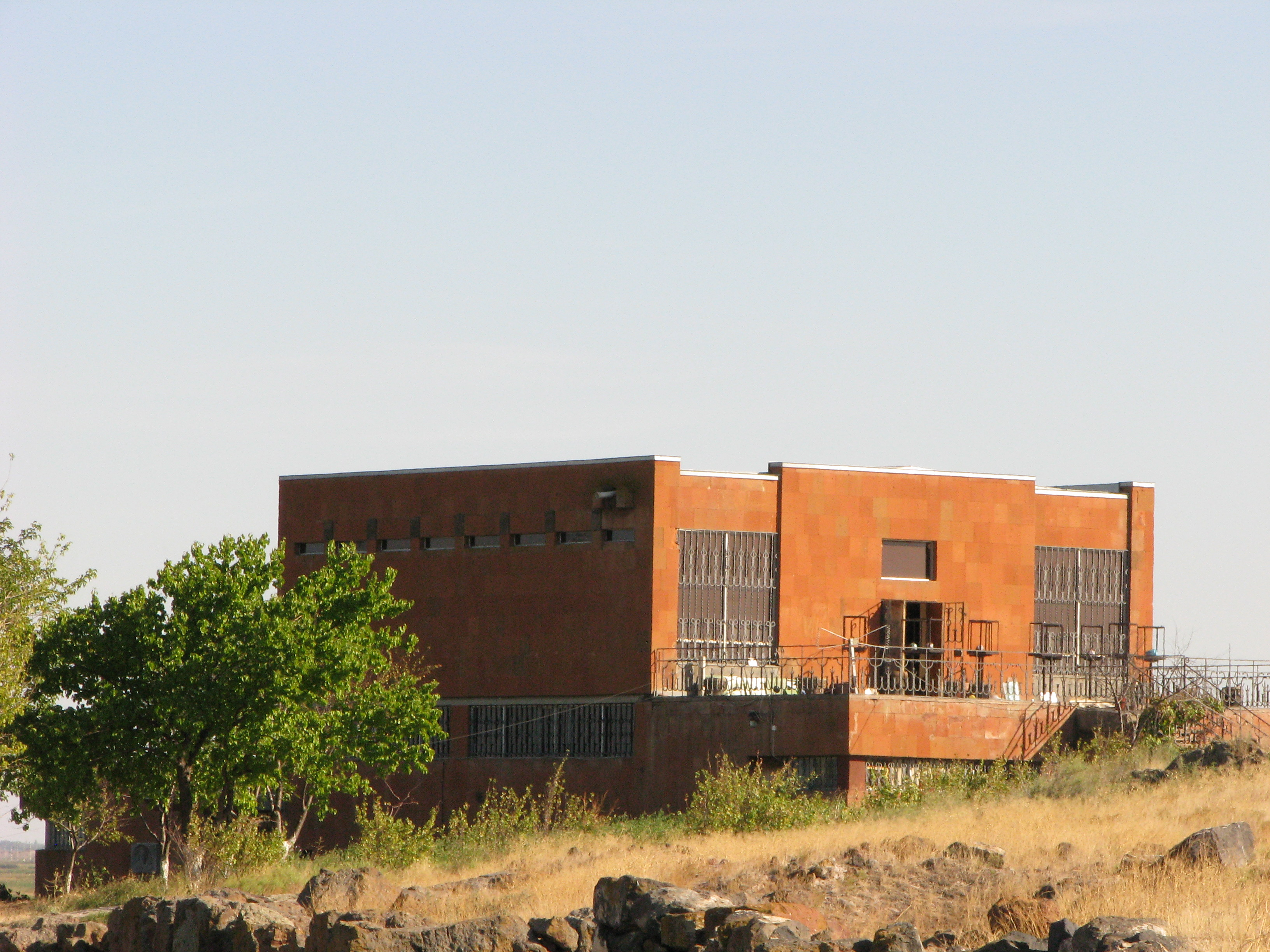
Das Museum

Das historisch-archäologische Museum Mezamor wurde 1968 eröffnet. Betrieben wird es vom Service for the protection of Historical environment and cultural Museum-Reservations, einer nichtkommerziellen staatlichen Organisation. Es zeigt auf drei Etagen mehr als 27.000 Funde aus Mezamor. Im ersten Stock präsentiert das Museum Funde aus dem Burgbezirk sowie vom Gräberfeld. In der zweiten Etage sind Handwerk und Kultur im historischen Mezamor Thema. Im Erdgeschoss sind Funde aus der Periode des Urartäischen Reiches sowie Schmuckstücke zu sehen. Zu den außergewöhnlichsten dort präsentierten Funden gehören ein Frosch aus Achat aus dem Besitz des babylonischen Herrschers Ulam Vurarish (Ende des 16. Jahrhunderts vor Christi) sowie ein Siegel aus Karneol, auf dem ägyptische Hieroglyphen zu sehen sind. Es stammt wohl aus dem Besitz des babylonischen Herrschers Kuri-galzu I. (14. Jahrhundert vor Christi).